# Pachycondyla succedanea
Pachycondyla succedanea är en myrart som först beskrevs av Julius Roger 1863.  Pachycondyla succedanea ingår i släktet Pachycondyla och familjen myror. Inga underarter finns listade i Catalogue of Life.